# Kisielnica (wieś)
Kisielnica – wieś w Polsce, położona w województwie podlaskim, w powiecie łomżyńskim, w gminie Piątnica. Leży w pobliżu skrzyżowania drogi krajowej nr 61 z drogą krajową nr 63.
| SIMC    | Nazwa    | Rodzaj  |
| ------- | -------- | ------- |
| 0403666 | Gomulnik | kolonia |
| 0403672 | Nowiny   | kolonia |

Wierni kościoła rzymskokatolickiego należą do parafii Parafia św. Stanisława Biskupa i Męczennika w Dobrzyjałowie.

## Historia
W latach 1921–1939 wieś i folwark leżał w województwie białostockim, w powiecie kolneńskim (od 1932 w powiecie łomżyńskim), w gminie Rogienice.
Według Powszechnego Spisu Ludności z 1921 roku zamieszkiwało:
- wieś –  99 osób w 10 budynkach mieszkalnych[7].
- folwark – 333 osoby, 294 było wyznania rzymskokatolickiego, 35 prawosławnego a 4 ewangelickiego. Jednocześnie 317 mieszkańców zadeklarowało polską przynależność narodową a 16 rosyjską. Było tu 10 budynków mieszkalnych[7].
- Miejscowości należały do parafii rzymskokatolickiej w m. Dobrzyjałowo. Podlegała pod Sąd Grodzki w Stawiskach i Okręgowy w Łomży; właściwy urząd pocztowy mieścił się w m. Mały Płock[8].

Po wyzwoleniu folwark upaństwowiono i przekształcono w Państwowe Gospodarstwo Rolne.
W latach 1954–1959 wieś należała i była siedzibą władz gromady Kisielnica, po jej zniesieniu w gromadzie Górki-Sypniewo. W latach 1975–1998 miejscowość należała administracyjnie do województwa łomżyńskiego.